# Didymodon torquatus
Didymodon torquatus är en bladmossart som beskrevs av Catcheside 1980. Didymodon torquatus ingår i släktet lansmossor, och familjen Pottiaceae. Inga underarter finns listade i Catalogue of Life.